# Hot Digital Tracks
Hot Digital Tracks – jedna z wielu list przebojów opracowywanych regularnie przez amerykański magazyn muzyczny Billboard. Notowanie często jest mylone z zestawieniem Hot Digital Songs, które różni się od Hot Digital Tracks braniem pod uwagę w tworzeniu list nawet kilku wersji tej samej piosenki, np. remiksów.
Hot Digital Tracks została stworzona w 2003 roku, jednak dopiero w lutym 2005 roku zaczęła być jedną z list kształtujących zestawienia Billboard Hot 100.